# Anosia edwardi
Anosia edwardi är en fjärilsart som beskrevs av Van Eecke 1914. Anosia edwardi ingår i släktet Anosia och familjen praktfjärilar. Inga underarter finns listade i Catalogue of Life.